# Baceno
Baceno (Bascén in dialetto ossolano, anticamente, Im Bätsche, in walser, desueto) è un comune italiano di 868 abitanti della provincia del Verbano-Cusio-Ossola, in Piemonte.

## Origini del nome
Il toponimo Baceno deriverebbe, secondo una opinione, dalla Vacinum dei romani, che in questo posto avevano edificato una propria stazione, ultimo avamposto alpino. Secondo una diversa opinione Baceno può provenire da bascegn, cambio labiale da fascegn (faggeta).

## Storia

### Preistoria
Nella Balma del Capretto di Croveo è stata scoperta una scena di caccia risalente al Neolitico.
Numerosi reperti archeologici, tra cui il ritrovamento di una testa accetta in pietra, testimoniano la presenza di insediamenti umani nel III millennio a.C. Numerosi altri reperti indicano la probabile presenza di antichi villaggi in tutta l'area di confluenza tra il torrente Devero e la Toce.

### Medioevo

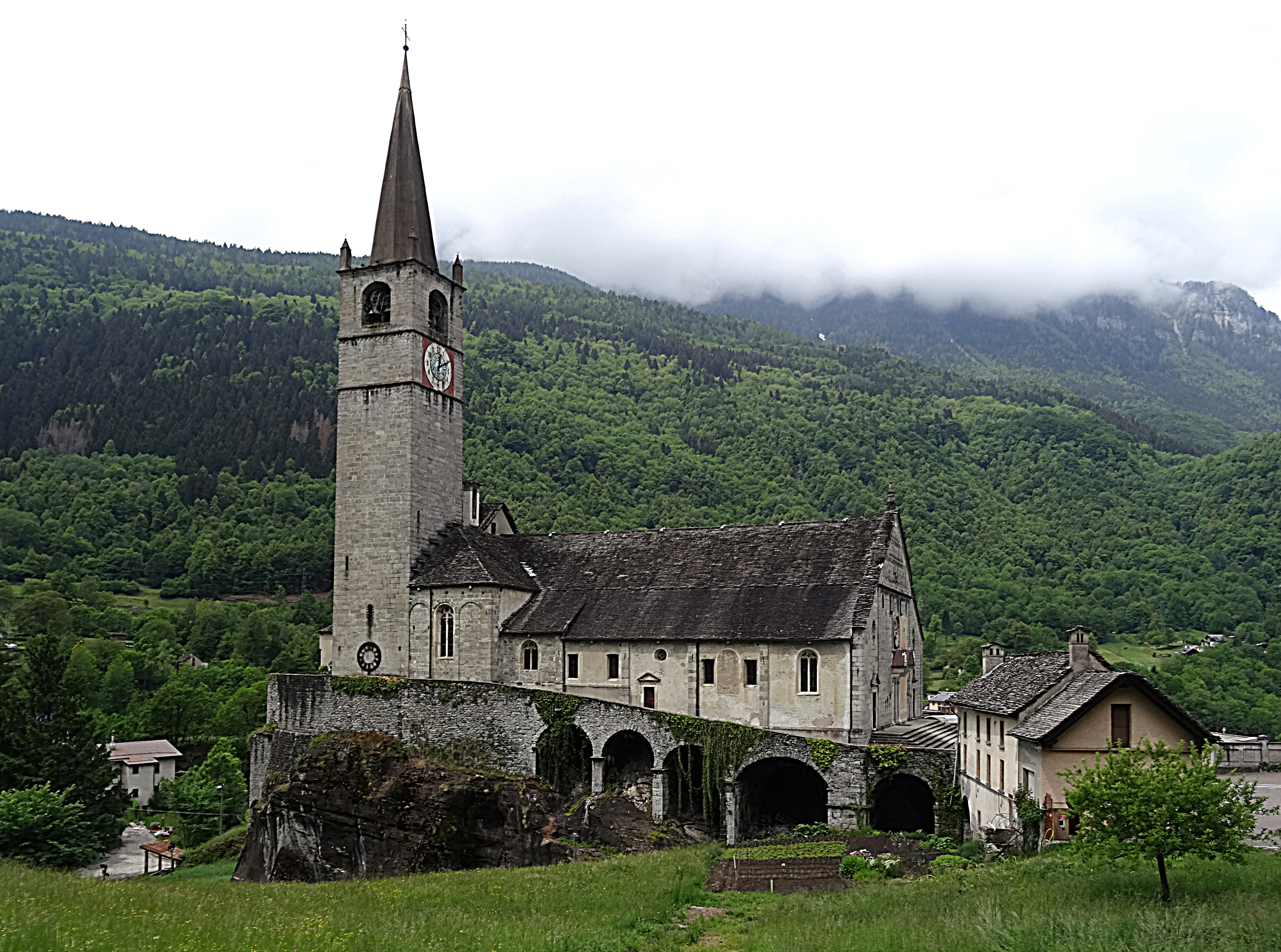
Chiesa monumentale di San Gaudenzio a Baceno

Dalla fine dell'Alto Medioevo la presenza di comunità stabili in valle è testimoniata dalla prima costruzione della cappella dedicata a san Gaudenzio, ceduta nel 1039 da Gualberto, vescovo di Novara, ai canonici di Santa Maria di Novara, e che divenne poi la chiesa pievana di Baceno. Nei secoli successivi all'anno Mille, Baceno crebbe con abitati sparsi attorno alla chiesa. Il borgo è di fatto situato alla confluenza di due valli, con i pascoli di Devero da una parte e il passo Griess in val Formazza dall'altra, fonte di traffici mercantili. Lo sviluppo di Baceno tra XIII e il XVI secolo è testimoniato dagli ampliamenti della chiesa e anche, in gran parte, dovuto alla colonizzazione dei pascoli nelle valli adiacenti (Bondolero, Esigo, Agaro, Devero). L'organizzazione sociale era basata sulla vicinia, il possesso comune di boschi e pascoli da parte dei proprietari terrieri di Baceno. Baceno e Croveo costituivano uno dei quattro quartieri in cui era suddivisa la giurisdizione della Valle Antigorio, retta da un podestà. Durante l'occupazione svizzera (1512-1515), la Pretura d'Antigorio, corte giudiziaria, ebbe sede alla torre di Baceno, costruita prima del 1340 da Guifredo de Rodis-Baceno. Nella Loggia di Giustizia venivano risolte le controversie tra le varie comunità antigoriane per il possesso di pascoli ed alpeggi.

### Rinascimento
Durante il periodo Sforzesco furono restaurate le torri difensive distrutte dalle invasioni svizzere. Fu così realizzato un sistema di comunicazione attraverso fuochi e segnali di fumo che permetteva di comunicare velocemente dai valichi alpini fino ad Arona. Nella valle del Devero vi erano tre capisaldi principali: la torre di Baceno, il campanile di Croveo e lo sbarramento del Passo. La Torre era a tre piani a doppia porta arcuata, e fungeva da postazione per il pagamento del pedaggio da parte delle carovane che transitavano per la bocchetta d'Arbola, per raggiungere i ricchi mercati della Svizzera centrale.
I secoli dal XV al XVII vedono la vita delle comunità antigoriane segnate da tre vicende: le lotte di fazione, le epidemie di peste ed i processi alle streghe di Croveo.
Dopo le lotte tra gli Spelorci (guelfi) ed i Ferrari (ghibellini) nei secoli XIII e XIV, quel “cancro che face serva l'Italia per molti secoli”  riesplosero agli inizi del Cinquecento lotte cruente tra i Ponteschi (seguaci della famiglia Da Ponte di Domodossola) e i Brenneschi (de Rodis-Baceno, Della Silva di Crevola, Marini di Crodo, Campieno di Cravegna, Grazioli e Guenza di Premia).

Giovanni de Maurizi (1927) scrisse:
«A quel tempo ogni famiglia potente aveva i suoi bravi. Le grida dell'imbelle governo spagnolo nulla potevano contro i banditi trincerati e difesi nelle loro torri di Cristo, Baceno, Rondola, Rencio e Crevola. Più temuti e violenti erano i Marini di Crodo. Costoro entravano nelle chiese scortati da fieri mastini e punivano il sacerdote che avesse iniziato le funzioni prima del loro intervento. È fama che facessero anche un infame ladroneccio di femmine, che, dopo di aver disonorate, facevano morire col solletico. Pretendevano pure dalle spose le nuziali primizie».
La guerra civile si concluse con l'uccisione dei capitani Gaspare e Baldassarre De Rodis-Baceno nel 1527 ad opera di sicari inviati da Pietro Giovanni Da Ponte. L'assassinio ebbe vasta eco in tutta l'Ossola e il Da Ponte fu bandito e i suoi beni confiscati. In tal modo scomparvero due delle più illustri casate ossolane; la valle andò pacificandosi, ma non mancarono ulteriori soprusi e prepotenze.
In poco più di un secolo, dal 1513 al 1630, Baceno fu colpita da cinque epidemie di peste, portate da mercanti e viaggiatori. Nel 1513 un mercante di Croveo la importò dal Vallese, e questa si propagò fino a Domodossola facendo più di 330 morti in pochi mesi. Nel 1550 fu causata da una partita di lana proveniente dal Vallese e nel 1613 ad Uresso morirono di peste sedici persone. Risale ai periodi di peste l'erezione di oratori dedicati ai SS. Rocco e Sebastiano, come quello di Esigo. Tra il 1570 ed il 1610 si svolsero i processi contro le streghe di Croveo e Baceno accusate di heretica pravità. Quaranta donne e due uomini vennero torturati e processati dall'Inquisizione dominicana e dal Tribunale Diocesano di Novara per atti di stregoneria. Il 31 maggio 1575 furono messe al rogo e bruciate vive Giovanna la Fiora di Croveo e Gaudenzia Foglietta di Rivasco. Tra il 1609 ed il 1611 un maxi processo vide dieci donne di Croveo e Baceno morire nelle carceri vescovili di Novara. Lo studioso Gianbattista Beccaria ha identificato nel fenomeno delle streghe di Croveo del XVII secolo la sopravvivenza di antichi riti pagani in sacche culturali marginali confinate sulle Alpi Lepontine per cui il demonio potrebbe rappresentare la trasformazione, nel cupo clima della controriforma, dell'antichissimo culto del dio celtico Cernunnos, raffigurato con corna e gambe incrociate. È forse a baluardo contro tali pratiche di stregoneria che si può far risalire la costruzione, a metà del XVII secolo, della chiesa di Croveo dedicata a S. Maria; la grande porta in legno scolpita teneva lontani gli antichi riti pagani.

### Tempi moderni

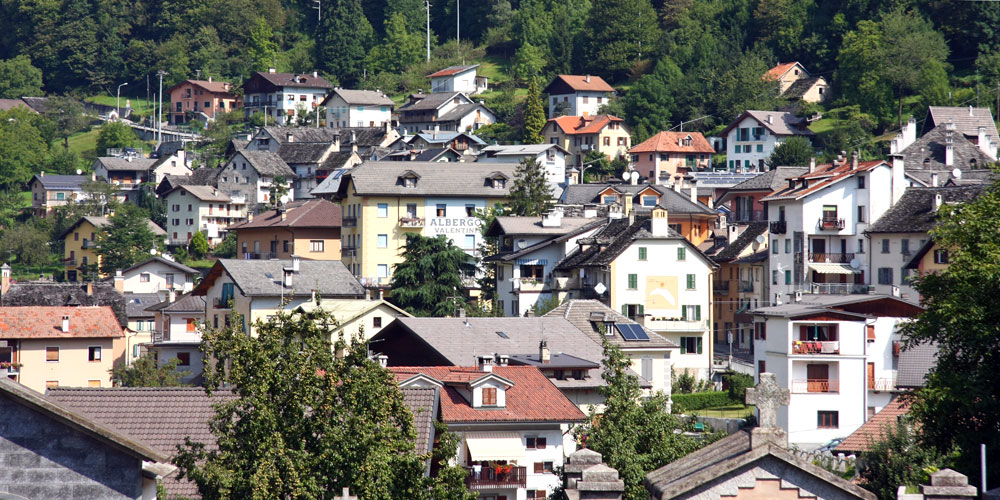
Veduta del capoluogo

Tra il XVI ed il XIX un flusso emigratorio portò generazioni di uomini di Croveo e Baceno a Milano, Bologna e Roma, dove esercitarono le professioni di muratori, panettieri e pastai. Pietro Paolo Sala di Croveo fu pittore e chirurgo a Roma nei primi anni del Seicento.
Superate le difficoltà del Seicento, la storia di Baceno nel secolo successivo vide il consolidarsi di un'economia agro-pastorale con l'instaurarsi di un ordinamento normativo culminato nei Bandi Pastorali del 1780. In questi anni si collocano le dispute con le altre comunità valligiane per il possesso degli alpeggi. Grazie alla crescita dell'economia si assiste anche ad un modesto aumento demografico. I prodotti principali erano il fieno ottenuto in due tagli, la segale, le patate, le castagne ed il vino (nel 1805 furono prodotte 514 brente).

Nel 1836 il chimico domese Giovanni Antonio Bianchetti segnalò le acque termali di Baceno: 
«Questa sorgente frequentata dalle lavandaie che vi accorrono e perché la trovano tiepida; le sostanze alcaline che vi si rinchiudono, fanno risparmiare il sapone, una virtù molto salutifera nelle eruzioni cutanee; ed alcuni individui, presi da rogna già inveterata e recidiva, guarirono col tuffarsi più volte il essa.»
Dopo il 1860 comparvero le prime attività estrattive; nel 1861 una miniera d'oro in concessione a Luigi Alberti sul Rio Ghendola, un'altra miniera aurifera in galleria alla Vallaccia di Goglio, dal 1875 al 1897 fu attiva una cava d'amianto alle pendici del Cervandone, sopra all'alpe della Rossa di Devero.
L'Ottocento fu anche secolo di gravi calamità naturali: nel 1839 il torrente Rossa inghiaiò i pascoli di Devero; le valanghe del 1841 distrussero varie case e stalle a Goglio, le nevicate del 1888 causarono tre morti e la distruzione di numerose case.
Nel 1850 don Remigio Capis, parroco di Croveo, e Giacomo Girardi costituirono la prima banda musicale composta da dodici suonatori. Nel 1875 fu costituita la latteria turnaria di Baceno, la prima della valle. Fu un notevole passo avanti in quanto fino a quel momento il latte veniva lavorato in casa da ogni famiglia per cui i prodotti spesso inacidivano, mentre con la latteria migliorò la qualità e la quantità dei prodotti. Nel 1920 c'erano 30 latterie in tutta l'Ossola.
Il 17 ottobre 1944, nella frazione di Goglio di Baceno, durante la fase di Repubblica dell'Ossola, un gruppo di partigiani della divisione "Valdossola", che cercavano di passare in Svizzera, furono uccisi da una pattuglia di soldati tedeschi.

### Simboli

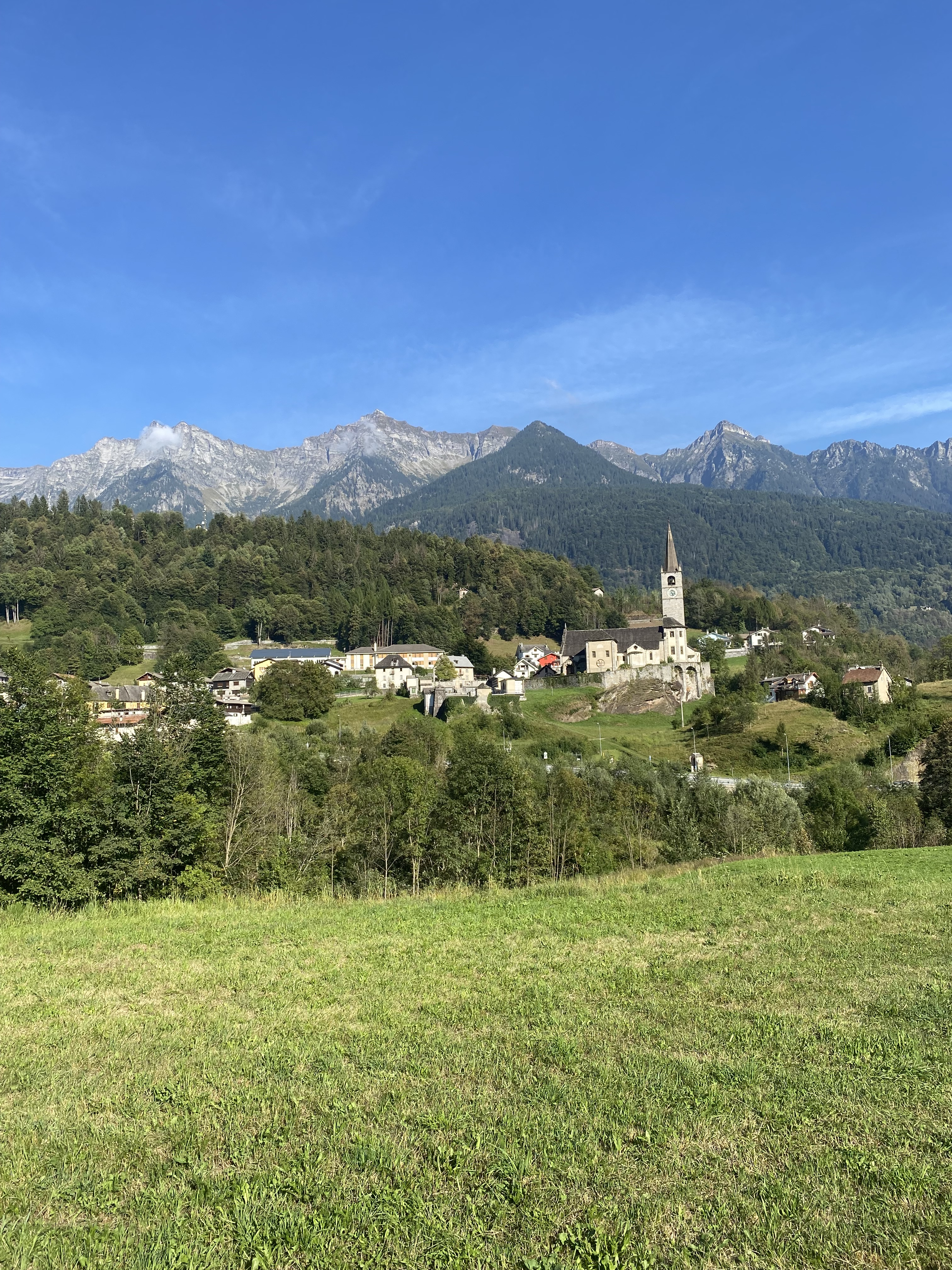
Veduta di Baceno, settembre 2023

Lo stemma attualmente in uso al comune anche se ancora privo di formale decreto di concessione, si presenta partito: nel primo di azzurro, al leone d'oro, armato e lampassato di rosso, tenente tra le branche anteriori una mela cotogna di azzurro fogliata di verde; nel secondo di rosso, al castello d'argento, aperto e finestrato di nero, torricellato di un pezzo a sinistra; il tutto abbassato al capo di porpora, alla stella di 5 punte d'oro, circondata da due rami di quercia e di alloro dello stesso, annodati da un nastro dei colori nazionali, residuo questo del capo del Littorio, dove, al posto del fascio, una stella ricorda l'eccidio di Goglio, quando nel 1944 morirono quattro partigiani.
Un primo iter di approvazione di stemma venne avviato nel 1939 ma la pratica si era fermata nel 1954 poiché i suggerimenti di modifica presentati nel 1942 dalla Consulta araldica al Comune di Baceno non avevano avuto seguito.
Con delibera n. 44 del 24 ottobre 2019 il consiglio comunale approvava stemma e gonfalone da proporre nuovamente all'Ufficio araldico. La proposta, inoltrata il 22 febbraio 2024 venne respinta con una nota della Presidenza del Consiglio dei Ministri del 5 luglio successivo.
Con delibera del 28 febbraio 2025 il consiglio comunale di Baceno all'unanimità ha approvato un nuovo stemma simile al precedente da sottoporre al vaglio dell'Ufficio Araldico, dove il capo è partito di rosso e di azzurro e caricato di una semplice stella d'oro a cinque raggi.
Il gonfalone è un drappo di azzurro.

## Monumenti e luoghi d'interesse

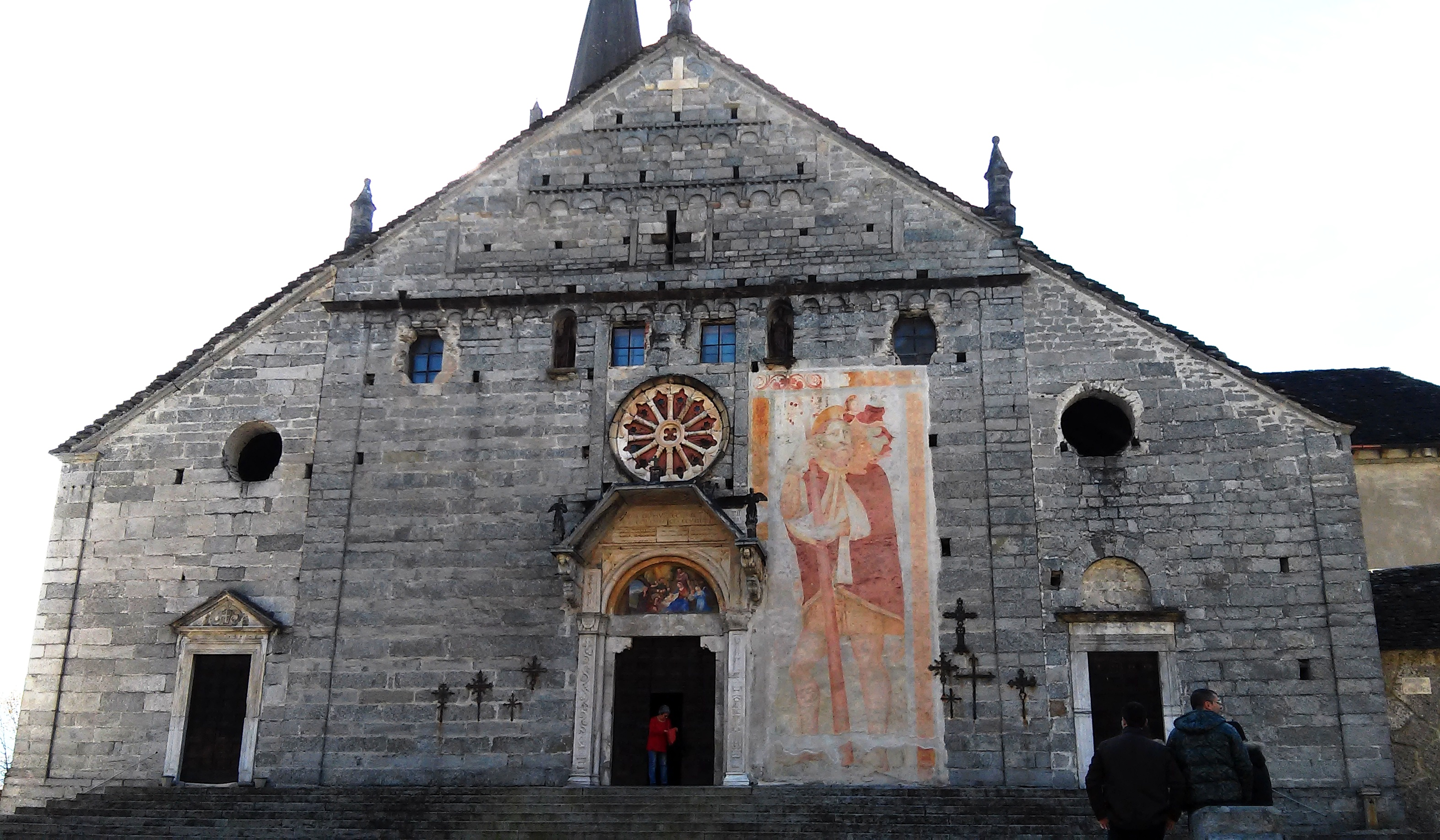
Facciata della chiesa di San Gaudenzio

La chiesa monumentale di San Gaudenzio, risalente al XIII secolo e costruita in stile romanico-gotico, fu ampliata all'inizio del XVI secolo. Il portale rinascimentale conserva una pregevole Adorazione dei pastori; sul lato destro è presente un grande affresco raffigurante San Cristoforo. Il campanile è a cuspide.
La chiesa monumentale di San Gaudenzio a Baceno offre un punto di partenza per una passeggiata attraverso gli Orridi di Uriezzo.
La parrocchiale di Croveo fu eretta tra il 1618 ed il 1641 dagli emigranti di Croveo a Roma. Le autorità ecclesiastiche dell'epoca guardavano con diffidenza questa comunità a causa dell'accanimento con cui cercavano di separarsi da Baceno, e per la tradizione mercantile che portava gli abitanti di Croveo d'oltralpe in terra di eretici. Tra il 1596 ed il 1615 la comunità di Croveo, che allora contava 174 famiglie e 1 009 abitanti divisi in otto villaggi, si rivolse al vescovo Carlo Bascapè chiedendo una parrocchia autonoma, che fu fortemente avversata dai curati di Baceno per i quali la separazione significava una diminuzione delle entrate fiscali. Alla fine fu concessa soltanto una cappellania dipendente da Baceno.
Nel 1966 nasce nella frazione di Croveo il Villaggio Treno dei bimbi, idea del frate cappuccino padre Michelangelo Falcioni.
Nel territorio comunale si trova il rifugio Castiglioni.

## Società
Abitanti censiti

Secondo i dati ISTAT al 31 dicembre 2010 la popolazione straniera residente era di 24 persone. Le nazionalità maggiormente rappresentate in base alla loro percentuale sul totale della popolazione residente erano:
- Moldavia 11 1,19%

L'1,3% della popolazione è di madrelingua walser mentre lo 0,6% parla il tedesco standard.

## Cultura
Al riparo sotto roccia della Balma del Capretto è dedicato un museo virtuale che permette di vedere le pitture rupestri on line

## Geografia antropica

### Frazioni
Baceno comprende al suo interno diverse frazioni.
- Beola: in questa località si è iniziata l'estrazione della beola, pietra particolarmente adatta alla copertura dei tetti. La denominazione è relativamente recente e la sua diffusione risale agli anni trenta del XX secolo[11]
- Crampiolo
- Crino
- Croveo
- Devero
- Goglio: si trova a 1133 m s.l.m. e costituisce l'ultimo paese della valle di Devero prima della vasta conca dell'Alpe Devero, che chiude la vallata. Vi si trova la chiesa della Santa Croce, risalente al XVII secolo e un monumento ai caduti partigiani. Prima della costruzione della carrozzabile che collega Goglio alla frazione di Devero, i due centri erano collegati da una funivia, in un primo tempo utilizzata per il collegamento degli impianti idroelettrici dell'alpe, poi divenuta turisticamente rilevante.
- Graglia
- Osso
- Uresso
- Verampio

## Economia
Negli anni Sessanta, nella frazione di Goglio di Baceno, furono costruiti due skilift ("Chiovende" e "Baby"), che servivano cinque piste (tre medie e due facili) per circa 6 km complessivi. Gli impianti sono stati chiusi poco dopo lo smantellamento della funivia.

## Amministrazione
Di seguito è presentata una tabella relativa alle amministrazioni che si sono succedute in questo comune.
| Periodo        | Periodo        | Primo cittadino          | Partito                       | Carica  | Note   |
| -------------- | -------------- | ------------------------ | ----------------------------- | ------- | ------ |
| 24 aprile 1995 | 14 giugno 1999 | Giuseppe Mandarini       | lista civica                  | Sindaco | [ 12 ] |
| 14 giugno 1999 | 14 giugno 2004 | Stefano Costa            | lista civica                  | Sindaco | [ 12 ] |
| 14 giugno 2004 | 8 giugno 2009  | Stefano Costa            | lista civica Orizzonti nuovi  | Sindaco | [ 12 ] |
| 8 giugno 2009  | 25 maggio 2014 | Rodolfo Angelo Signorini | lista civica                  | Sindaco | [ 12 ] |
| 25 maggio 2014 | 27 maggio 2019 | Stefano Costa            | lista civica Orizzonti nuovi  | Sindaco | [ 12 ] |
| 27 maggio 2019 | 10 giugno 2024 | Andrea Vicini            | lista civica Uniti per Baceno | Sindaco | [ 12 ] |
| 10 giugno 2024 | in carica      | Andrea Vicini            | lista civica Uniti per Baceno | Sindaco | [ 12 ] |

### Gemellaggi
Baceno è gemellata con il comune (gemeinde) di Binn nel Canton Vallese, Confederazione Svizzera. I due comuni sono raggiungibili attraversando la Valle di Devero e varcando il passo della Bocchetta d'Arbola (Albrunpass) a quota 2409 m s.l.m..

### Altre informazioni amministrative
Fa parte dell'unione montana di comuni Alta Ossola.